# ВКФ D.I
Винер каросери унд флугцојгфабрик D.I или ВКФ D.I је ловачки авион направљен у Аустроугарској. Авион је први пут полетео 1918. године. 

Због распада Аустроугарске направљено је само двадесетак авиона. 
Највећа брзина у хоризонталном лету је износила 195 km/h. Размах крила је био 8,80 метара, а дужина 7,10 метара.

## Наоружање
| Наоружање авиона: ВКФ          |             |
| Ватрено (стрељачко) наоружање  |             |
| Топ                            |             |
| Митраљез                       |             |
| Број и ознака митраљеза        | 2 Шварцлозе |
| Калибар                        | 8           |
| Бомбардерско наоружање (бомбе) |             |
| Ракетно наоружање (ракете)     |             |